# バッグス オーストラリアへ行く
バッグス オーストラリアへ行く（原題：Bushy Hare）とは、アメリカ合衆国の映画会社ワーナー・ブラザースの短編アニメシリーズ「ルーニー・テューンズ」の作品である。1950年11月18日公開。監督はロバート・マッキムソンが務めた。この作品の主演は、バッグス・バニー。

## ストーリー
ゴールデン・ゲート・パークにやってきたバッグスが歌を歌ってる最中に1人の男が『靴ひもが解けちゃって… 風船持っててくれない？』と頼まれた。ところが、バッグスは風船を持ったまま空の上に上がってしまい、夜が明けカンガルーの赤ちゃん（ヒップティー・ホッパー）を運ぶコウノトリがバッグスと衝突し、赤ちゃんは風船に乗っかってしまい、コウノトリに乗っかったバッグスはオーストラリアに運ばれてしまう。そして赤ちゃんカンガルーのお母さんにキスをされ、『やめてくれ！僕はあんたの赤ちゃんじゃないの！大人のウサギなの！』と訴え、赤ちゃんカンガルーのお母さんに『コウノトリの取り違え！』と説明し、お別れをしたが赤ちゃんカンガルーのお母さんは泣いてしまう。バッグスは謝り、仕方なく『母ちゃん』と呼んだ。そこで、木の中に隠れた原住民が現れ、バッグスに攻撃したり追跡を繰り返す。その後、原住民は赤ちゃんカンガルーのお母さんによって蹴飛ばされた。そして風船に乗ったカンガルーの赤ちゃんが下に降りていき、バッグスは2匹のカンガルーと一緒にアメリカまで向かうのであった。

## キャスト
- 以下のキャラクターは全てメル・ブランクが担当。

| キャラクター           | 現行吹き替え版 |
| ---------------------- | -------------- |
| バッグス・バニー       | 山口勝平       |
| 風船を持つ男           | 幹本雄之       |
| 原住民                 | 松尾銀三       |
| ヒップティー・ホッパー | 小桜エツコ     |
| ナレーション           | 梅津秀行       |

## 放送した作品
- ワーナーアニメランド ルーニー・テューンズ - 15回の1本目として放送され、山口にとっては初めて4代目バッグスの吹き替えを務めた作品。
- バッグス・バニー・ショー - 上記の再放送